# Zbigniew Wyciszkiewicz
Zbigniew Wyciszkiewicz (Strzelin, 16 settembre 1969) è un ex calciatore polacco, di ruolo difensore o centrocampista.

## Palmarès

### Club

#### Competizioni nazionali
- Campionato polacco: 2

Widzew Łódź: 1995-1996, 1996-1997
- Supercoppa di Polonia: 2

Widzew Łódź: 1996
Polonia Varsavia: 2000